# Berlandina litvinovi
Berlandina litvinovi – gatunek pająka z rodziny worczakowatych. Endemit Mongolii.

## Taksonomia
Gatunek ten opisany został po raz pierwszy w 2017 roku przez Jurija Marusika i Aleksandra Fomiczewa na łamach „Zootaxa”. Jako lokalizację typową wskazano dolinę Bodoncz golu na południowy wschód od Ałtaju w ajmaku kobdoskim na zachodzie Mongolii. Epitet gatunkowy nadano na cześć Antona Litwinowa.

## Morfologia
Samiec osiąga od 5 do 5,4 mm długości ciała przy karapaksie długości od 2,1 do 2,3 mm i szerokości od 1,7 do 1,9 mm, a samica od 5 do 7,4 mm długości ciała przy karapaksie długości od 2 do 2,4 mm i szerokości od 1,6 do 2 mm. Ubarwienie karapaksu jest brązowe z czarnymi kropkami, rozchodzącymi się promieniście liniami i krawędziami. Kolor szczękoczułków i wargi dolnej jest ciemnobrązowy, szczęk jasnobrązowy, a sternum brązowy. Barwa nogogłaszczków jest żółtoszara. Odnóża mają szarobrązowe z żółtym nakrapianiem i paskowaniem uda, rzepki i golenie, a brudnożółte nadstopia i stopy. Opistosoma (odwłok) ma wierzch szary z jaśniejszym pasem podłużnym, spód żółty, a kądziołki przędne żółtoszare. Genitalia samicy cechują się płytką płciową o owalnym, dwukrotnie szerszym niż wysokim przedsionku ze słabo wykształconą przegrodą oraz wulwą o położonych bardziej z tyłu niż przedsionek, okrągłych i oddalonych od siebie na odległość mniejszą niż średnica zbiornikach nasiennych. Nogogłaszczki samca mają dużą i ostro zakończoną apofizę goleniową dorównującej długością samej goleni, opadającą naprzeciw przedniej krawędzi owej apofizy bruzdę przednio-boczną cymbium, rozdęte przednio-bocznie tegulum, rozdwojony na szczycie embolus i dłuższą od niego apofyzę medialną.

## Ekologia i występowanie
Pająk znajdywany w górskich stepach o kamienistym podłożu, jak i w nadrzecznych, okresowo zalewanych lasach galeriowych (tugaju) na rzędnych od 1280 do 2000 m n.p.m.
Gatunek palearktyczny, znany z kilku stanowisk w Mongolii.